# The B-Team
The B-Team là một tag team trong đấu vật chuyên nghiệp bao gồm Bo Dallas và Curtis Axel, làm việc ở WWE trong thương hiệu Raw.

## Lịch sử

### Raw (2017-nay)

#### The Miztourage (2017 - 2018)

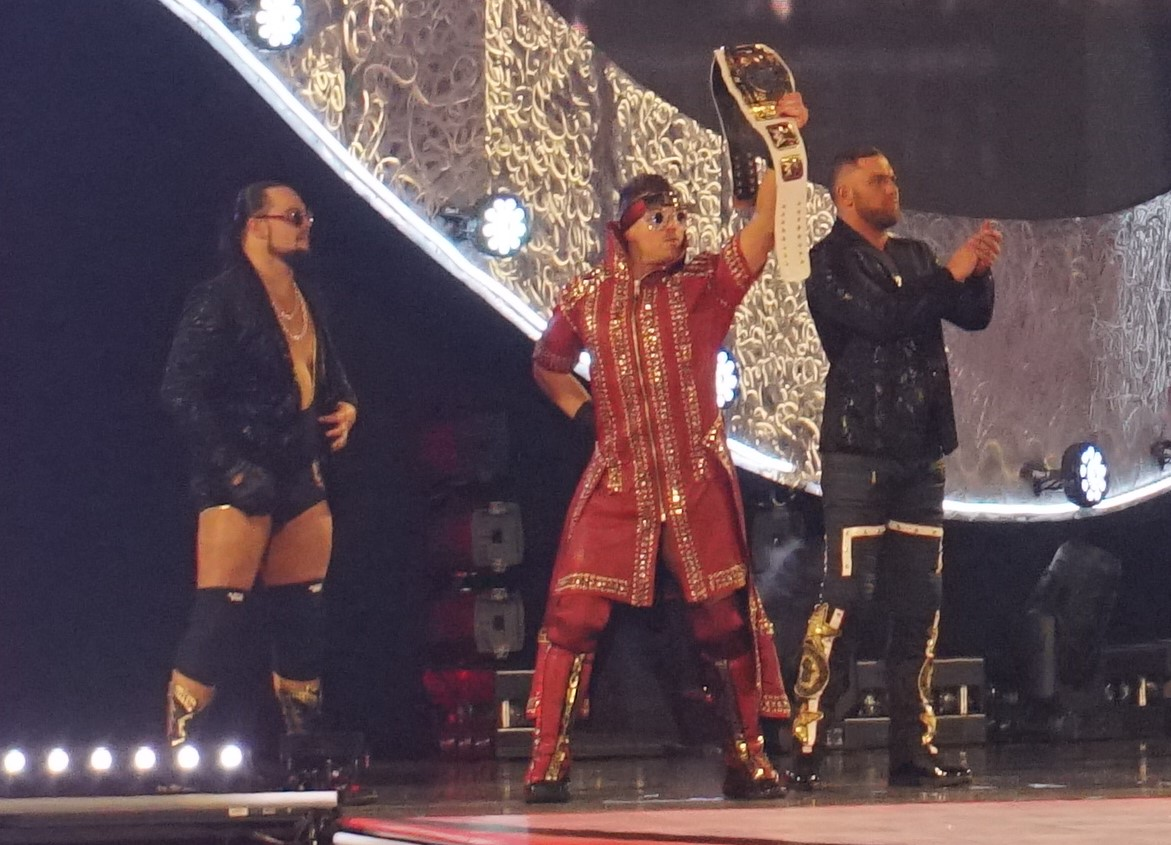
Dallas (trái) với The Miz và Curtis Axel tại WrestleMania 34.

Trong tập phim ngày 19 tháng 6 ở Raw, The Miz đã tiếp cận Dallas và Axel, cung cấp cho họ "những thành quả họ xứng đáng nhận được" nếu họ trở thành "đoàn tùy tùng của Miz". Tối hôm đó, bộ đôi xuất hiện trong bộ trang phục gấu trong một phân đoạn vòng giữa Miz và vợ Maryse, nơi họ đến để lộ thân và đồng minh với Miz tấn công Dean Dean Ambrose. Vào ngày 26 tháng 6 ở  Raw , Dallas và Axel, bây giờ được gọi là The Miztourage, sẽ gia nhập Miz trong một trận đấu sáu người với Ambrose, Heath Slater và Rhyno, với Dallas đóng đinh Rhyno. Trong SummerSlam, Miz và Miz và Miztourage đánh bại Jason Jordan và The Hardy Boyz trong chương trình trước. Vào ngày 28 tháng 8 ở  Raw , Dallas sẽ cạnh tranh trong một trận chiến thực sự với 20 người đàn ông để xác định người mới tham gia trận tranh Intercontinental Championship, trận đó Jeff Hardy thắng. Sau khi nghỉ ngơi một thời gian ngắn vì bệnh tật, Dallas sẽ trở lại vào ngày 30 tháng 10 trong tập Raw, nơi anh sẽ bị tấn công bởi Braun Strowman.
Vào tháng 11, sau khi Miz tạm ngừng một thời gian ngắn để quay phim The Marine 6, Dallas và Axel đã thành lập một liên minh ngắn với Elias, vào ngày 27 tháng 11 ở  Raw , Dallas và Axel sẽ cố gắng giúp Elias đánh bại Roman Reigns để giành chiến thắng trong trận vô địch Intercontinental. Tại Elimination Chamber, Dallas và Curtis Axel thua Gallows và Anderson. Vào ngày 16 tháng 4 ở  Raw , Dallas và Axel phản bội The Miz bằng cách từ chối tham gia đêm cuối cùng của Miz trên  Raw  sau Buổi tuyển chọn nhân sự 2018 ở Raw.

#### B-team (2018 - nay)
Vào ngày 14 tháng 5 của Raw, Dallas và Axel, giờ được gọi là "The B-Team", đánh bại Breezango (Tyler Breeze và Fandango). Tuần sau, họ tiếp tục đánh bại Breezango.

## Thành tích
- WWE
  - WWE Intercontinental Championship (2 lần) – The Miz
  - WWE Raw Tag Team Championship (1 lần)